# アルヌール3世 (フランドル伯)
アルヌール3世（Arnoul III, 1055年ごろ - 1071年）は、フランドル伯（在位：1070年 - 1071年）。カッセルの戦いで戦死した。

## 生涯
アルヌール3世はフランドル伯ボードゥアン6世とエノー女伯リシルドの長男として1055年ごろに生まれた。1070年に父ボードゥアン6世は死の床でフランドル伯領を長男アルヌールに、エノー伯領を次男ボードゥアンに残し、いずれかが先立って死んだ場合、残った方がもう一方の伯領も継承するという条件をつけた。ボードゥアン6世はさらに弟ロベールに、まだ未成年であった息子のアルヌールの後見を託し、ロベールはこれに忠誠を誓い、甥を守る約束した。アルヌールが成人するまで、母リシルドはフランドルの摂政をつとめた。
1070年に父親が亡くなった後、叔父ロベールは誓いを破り継承に異議を唱えた。リシルドはフランス王フィリップ1世に訴え、フィリップ1世はロベールを召喚した。しかしロベールはこれを拒否してリシルドとアルヌールに対する攻撃を続けたため、フィリップ1世は軍隊を集めフランドルに向かった。フランス軍には、おそらくアルヌールの叔母であるイングランド王妃マティルダが派遣し、ウィリアム・フィッツオズバーンが率いるノルマンディー軍が同行した。また、アルヌール3世はブローニュ伯ウスタシュ2世と同盟を結び、これによりアルヌール3世と母リシルドに多くの支持が集まった。両軍は1071年2月22日のカッセルの戦いにおいて衝突した。その戦いでロベールの軍は最終的に勝利したが、ロベール自身は捕らえられ、ロベールの軍はリシルドを捕らえた。両者は交換により解放され、戦闘は終結まで続いた。死者の中にはアルヌール3世もおり、おそらく事故により初代チェスター伯ゲルボッド・オブ・オーステルゼーレにより殺害された。この戦いの結果、ロベールはフランドル伯位を獲得した。リシルドと次男ボードゥアンはエノーに戻ったが、ロベールに対する敵対行為を続けた。アルヌール3世は未成年で未婚であったため、子供はいなかった。